# Barronopsis barrowsi
Espèce
Synonymes
- Agelena barrowsi Gertsch, 1934
- Barronopsis campephila Alayón, 1993

Barronopsis barrowsi est une espèce d'araignées aranéomorphes de la famille des Agelenidae.

## Distribution
Cette espèce se rencontre à Hispaniola, à Cuba et aux États-Unis en Floride et en Géorgie,.

## Description
Le mâle holotype mesure 4,35 mm et la femelle paratype 6,00 mm.

## Étymologie
Cette espèce est nommée en l'honneur de William Morton Barrows (1883-1946).

## Publication originale
- Gertsch, 1934 : Further notes on American spiders. American Museum novitates, no 726, p. 1-26 (texte intégral).